# Нефед Володимир Іванович
Володимир Іванович Нефед (біл. Уладзімір Іванавіч Няфёд; *27 січня 1916, Шахти, Ростовська область, Росія — †23 квітня 1999) — білоруський письменник, театрознавець, член-кореспондент Національної академії наук Білорусі, доктор мистецтвознавства, професор. Заслужений діяч мистецтв Білорусі, лауреат Державної премії БРСР. Найбільший театрознавець і театральний критик Білорусі, засновник білоруської театрознавчої школи.

## Біографія
Закінчив Московський інститут історії, філософії та літератури імені М. Г. Чернишевського в 1940 році. Приїхав у Мінськ у 1940 році, почав працювати в Управлінні у справах мистецтва при СМ БРСР на посаді замісника відділу театрів, пізніше він керував цим відділом. З 1951 року працював у АН Білорусі, з 1954 року — завідувач відділом мистецтва Інституту літератури і мистецтва, з 1957 року — керівник відділу театру і кіно, зводу пам'ятників історії та культури Білорусі, з 1977 року — керівник відділу театру Інституту мистецтвознавства, етнографії і фольклору імені К. Кропиви.
Володимир Нефед прагнув всебічного та ґрунтовного дослідження проблем історії, теорії та практики білоруського театрального мистецтва. Співробітники відділу театру, яким він керував, проводили планові дослідження у найрізноманітніших напрямках: досліджували теми тогочасної драматургії, режисури, театрально-декоративної і акторської майстерності.
У 1950-х роках вийшли наступні монографії Володимира Нефеда: «Шлях білоруського радянського драматичнога театру», «Народний артист БСРСР В. В. Владімірський», «Народний артист СРСР П. С. Молчанов», «Білоруський театр. Нарис історії», «Театр у роки війни». У 1960-х роках виходять друком наступні книги: «Сучасний білоруський театр. 1945–1959», «Становлення білоруського радянського театру. 1917–1941». Володимир Нефед — автор розділів про білоруський театр у 6-ти томному російському видані «Радянський драматичний театр (1966–1971)». У 1970-тих виходять книги про окремі театри — Театр імені Янки Купали та Театр імені Якуба Коласа: «Білоруський акаеэмічний театр імені Янки Купали», «Білоруський театр імені Якуба Коласа». Популярної і сьогодні залишається його книга «Роздуми про драматичний конфлікт».
Особливе місце серед наукових праць Володимира Нефеда і відділення театру займає трьохтомна «Історія білоруського театру», видана у 1980-тих роках, подібного фундаментального видання не має жодна з країн колишнього СРСР, крім Росії
Також Володимир Нефед автор книг про видатних діячів національної культури — Ігната Буйницького та Миколу Кав'язіна: «Ігнат Буйницький — батько білоруського театра» і «Микола Кавезін. Життя і творчість». За ці два видання Володимир Нефед отримав премію імені Кіндрата Кропиви Спілки театральних діячів Білорусі. У 1996 році вийшла монографія «Франтішек Олехнович: театральна і громадсько-політична діяльність», яка викликала великий інтерес у театральному середовищі. Забуте ім'я Францішака Олехновича почало з'являтися у репертуарах білоруських театральних колективів, по-новому були прочитані п'єси «Тіні», «Страхи життя», «Чорт і баба». «Крути не крути — треба померти» (Мінський театр драми «Де-я?», режисер Трухан Микола Миколайович).
Володимир Нефед також активно займався педагогічною діяльністю, підготовкою молодих театрознавців та критиків.